# دکل رادیویی ورشو
دکل رادیویی ورشو (به انگلیسی: Warsaw radio mast) دکل مخابراتی به ارتفاع ۶۴۶٫۳۸ متر مستقر در شهر کونستانتینو، لهستان بود. پروژه ساخت این ساختمان در سال ۱۹۷۰ آغاز شد و در ۱۸ مه ۱۹۷۴ تکمیل و افتتاح گردید.
این دکل تا پیش از سقوطش در تاریخ ۸ اوت ۱۹۹۱ بلندترین سازه در جهان محسوب می‌شد و حالا سومین سازه جهان است.  